# Lidis Lamorú Febles
Lidis Lamorú Febles (Moa, 20 de abril de 1974) es una cantautora cubana.
Nació en el seno de una familia humilde y trabajadora. Desde niña aprendió a tocar la guitarra.
A los 10 años de edad realizó su primera composición: «Mi guitarra».
Estudió Ciencias Sociales y Humanísticas en la especialidad de Historia en el Instituto Pedagógico de Holguín, donde obtuvo una licenciatura en Historia.
También obtuvo una licenciatura en Educación, por la Universidad de Holguín.

## Trayectoria artística
Mientras estudiaba, Lidis tuvo su antesala en el mundo artístico profesional en el grupo de teatro Girón, con el que realizó presentaciones en público, participó en diferentes eventos y en el festival humorístico Aquelarre.
En 1998 empezó a protagonizar ―con el nombre artístico de Gabriela― el programa infantil de televisión El patio de Gabriela, al principio en el canal Tele Cristal (enlace roto disponible en Internet Archive; véase el historial, la primera versión y la última). y después en el canal Cubavisión, de alcance nacional. Allí se dio a conocer como cantautora de música infantil, pues además de ser la anfitriona del programa, escribía y componía buena parte de las canciones que allí se interpretaban.
Es además, imitadora de voces.
En 2004 comenzó su carrera como Lidis Lamorú.
Grabó su primer CD: Voy a quererte más. De este CD, el tema «Por amor», ganó el Premio de la Canción en Barbados).
Sus canciones más populares son «Don Lagartijo», «Naturaleza», «Vamos a jugar», «Curioso negrito».
En 2011 grabó su primer DVD: Por una sonrisa, con 14 temas en formato de videosclips animados.
En 2013 grabó su tercer CD: La magia de los sueños. y su segundo DVD con la productora Bis Music.
Ha realizado tres giras nacionales.

## Premios
- Gana el CUBADISCO 2015, en la categoría Música infantil.
- Al personaje más popular, junto con la mejor actuación femenina.[cita requerida]
- Junto al colectivo del programa El patio de Gabriela obtuvo el premio Caracol, que otorga la UNEAC, en la categoría «variados infantiles», con el Patio n.º 83 «El tesoro más hermoso», de la escritora y guionista Darlenis Sicilia.
- 2006: la Asociación Hermanos Saíz (AHS) le concede el premio Venga la Esperanza, proyecto cultural comunitario encaminado a promover la salud en comunidades con riesgo de contagio de ITS (infecciones de transmisión sexual).
- La ciudad de Cienfuegos le otorgó el premio Roseta
- Es ingresada en el catálogo de excelencia de la casa discográfica Bis Music
- Nominada al Cuba Disco 2007 por su CD Voy a quererte más.
- Nominada al Cuba Disco 2012 por su DVD Por una sonrisa (La fiesta del disco cubano).
- Le fue otorgada la réplica del Teatro Principal de Camagüey.
- Premio "Venga la Esperanza" (Asociación Hermanos Saiz), Holguín, Cuba.
- «Huésped ilustre de la ciudad de Matanzas (Cuba).
- «Huésped ilustre de la ciudad de Holguín (Cuba).